# Histaminintoleranz
Unter einer Histaminintoleranz (auch Histaminunverträglichkeit) versteht man die Unverträglichkeit von Histamin, das mit der Nahrung aufgenommen wird. Patienten mit vermuteter Unverträglichkeit geben nach Aufnahme histaminreicher Nahrung verschiedene, oft unspezifische und nicht reproduzierbare Symptome an, die üblicherweise Ähnlichkeit mit allergischen Reaktionen haben und sich von diesen oder pseudoallergischen Symptomen kaum unterscheiden lassen.
Der Begriff „Histaminintoleranz“ wurde an den Begriff Laktoseintoleranz angelehnt; ob die Ursachen für diese Unverträglichkeiten auf Histamin zurückzuführen sind oder andere Krankheitsbilder hierfür verantwortlich sind, ist umstritten. Histaminintoleranz wird bei der Internationalen statistischen Klassifikation der Krankheiten und verwandter Gesundheitsprobleme (ICD) nicht als eigenständiges Krankheitsbild anerkannt. Abzugrenzen sind Histaminvergiftungen, die sich nach Aufnahme ausreichender Mengen Histamins (0,1–1 Gramm) innerhalb von Minuten bis Stunden symptomatisch äußern.

## Symptome
Es werden zahlreiche mögliche Symptome bei Patienten mit vermuteter Histaminunverträglichkeit angegeben, insbesondere gastrointestinale Beschwerden (Bauchkrämpfe, Durchfälle, Übelkeit, Erbrechen, Verstopfung), aber auch Hautrötungen (Flush), Juckreiz, Rhinitis, Dyspnoe, Stimmstörung, Blutdruckabfall, Schwindel, Tachykardie, Kopfschmerzen, mitunter auch Atemnot und Kreislaufprobleme.

## Vermuteter Pathomechanismus
Endogen freigesetztes Histamin spielt als biogenes Amin für viele physiologisch wichtige Funktionen zahlreicher Organsysteme (Gastrointestinaltrakt, Genitaltrakt, zentrales Nervensystem, Herz-Kreislauf-System, Haut, Respirationstrakt) eine wichtige Rolle. Der Abbauweg des Histamins wird extrazellulär durch das Enzym Diaminoxidase (DAO) und intrazellulär durch die Histamin-N-Methyltransferase (HNMT) eingeleitet. Bei Patienten mit unklaren Beschwerden wurde daher diskutiert, ob für die Beschwerden oral aufgenommenes Histamin unzureichend über die DAO katabolisiert wird, es also nur teilweise abgebaut wird.
Jedoch wurde bislang weder ein eindeutiger Enzym- noch Aktivitätsmangel der DAO bei Personen mit vermuteter Unverträglichkeit belegt; Histamin kann ferner über die HNMT metabolisiert werden. In Studien mit Zugabe von Histamin mit und ohne DAO in Kapselform wurde beobachtet, dass sich eine Histaminunverträglichkeit nicht reproduzieren lässt. Dies lässt darauf schließen, dass es sich nicht alleine um einen Enzymdefekt handeln kann; dies wäre bei anderen Intoleranzen wie einer Laktoseintoleranz oder einer hereditären Fruktoseintoleranz der Fall.

## Potenziell unverträgliche Nahrungsmittel

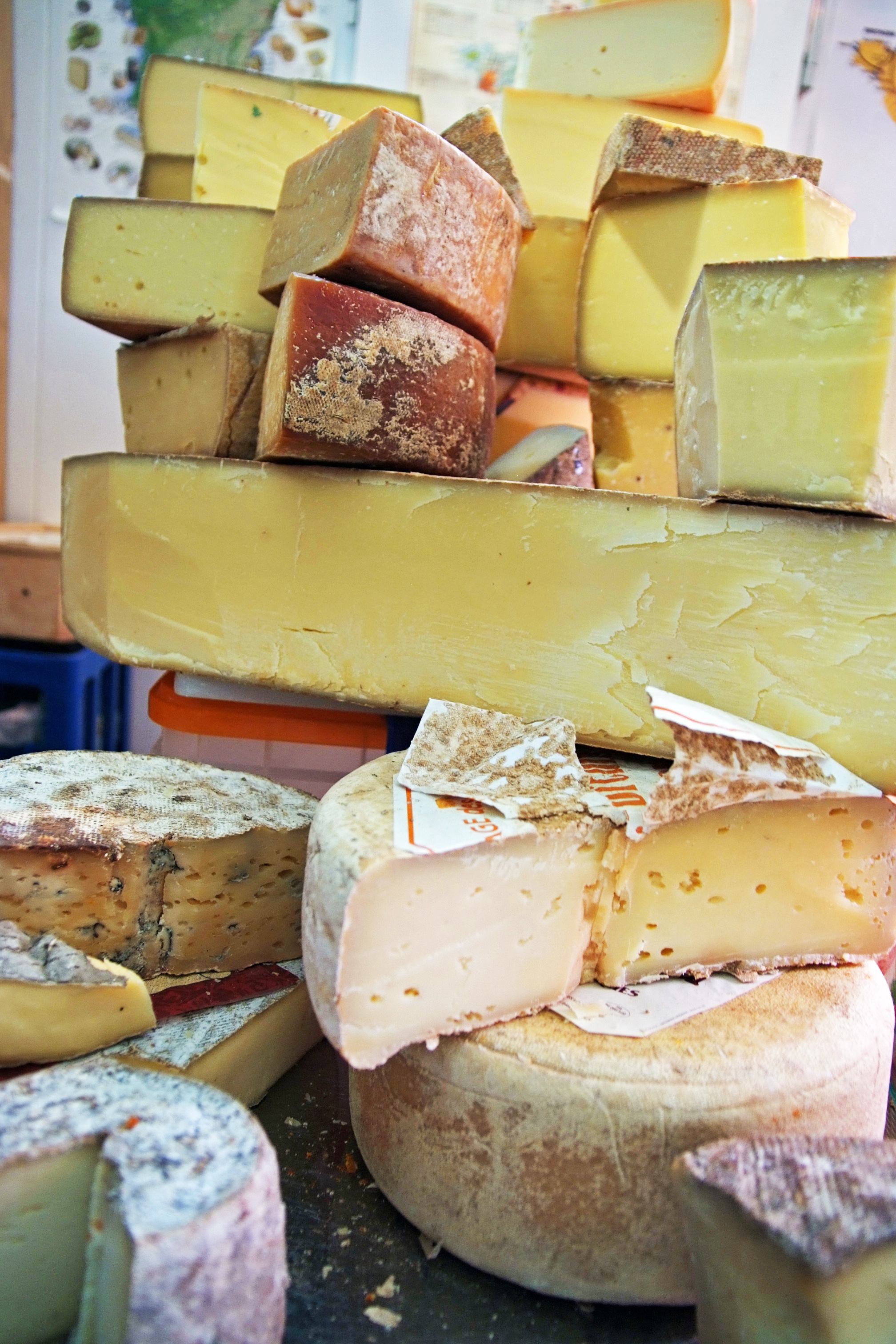
Verschiedene Hartkäse

Histamin entsteht in mit Bakterien oder mit Pilzen fermentierten Nahrungsmitteln, so:
- geräuchertes Fleisch, Salami, Schinken
- viele Fischprodukte, insbesondere Fischkonserven
- Meeresfrüchte
- gereifte Käsesorten („Hartkäse“), je höher der Reifegrad, desto höher der Histamingehalt
- Sauerkraut
- Bier, vor allem obergäriges, trübes, gefärbtes[6]
- Essig, essighaltige Produkte wie Senf sowie in Essig eingelegte Lebensmittel (z. B. eingelegtes Gemüse)
- Rotwein, je höher der Reifegrad, desto höher der Histamingehalt. Trockene Weißweine enthalten praktisch kein Histamin, Sekt ist ebenfalls zu empfehlen. R. Jarisch warnt hingegen[7] vor Champagner mit 670 µg/l Histamin, denn er wird teilweise aus roten Trauben hergestellt.
- Schokolade: Sie enthält zwar kein Histamin, aber andere biogene Amine wie Tyramin und Phenylethylamin. Diese Amine stammen aus dem Kakao. Bei der Minimierung der Histaminaufnahme durch die Nahrung sind auch Kakaogetränke und Schokolade in diversen Süßspeisen zu meiden.[7][8]
- Pilze, auch Schimmelpilze (z. B. Edelschimmel auf verschiedenen Käsesorten)

Aber auch frische Nahrungsmittel wie
- Tomaten (inkl. Ketchup und Pizza)[7]
- Erdbeeren
- Avocado
- Spinat u. a.
- Außerdem soll es Nahrungsmittel (wie z. B. Ananas, Papaya, Nuss- und Kakaoprodukte[9]) und Medikamente geben, die den Abbau von Histamin verzögern,[8] oder sogenannte Histaminliberatoren (z. B. gehören dazu bestimmte Lebensmittelzusatzstoffe), die verstärkt Histamin im Körper freisetzen.[9]
- Alkoholkonsum steigert die Durchlässigkeit der Zellmembran und senkt damit die Histamintoleranzgrenze, weshalb insbesondere beim Mischen von Alkohol und histaminreicher Nahrung (z. B. Rotwein und Käse) starke Reaktionen auftreten können.

## Medikamentenunverträglichkeit
In älteren Quellen wurde einer Vielzahl von Medikamenten ein negativer Einfluss auf den oxidativen Abbau von Histamin über die Diaminoxidase zugesprochen und damit abgeleitet, dass diese Medikamente bei Histaminintoleranz gemieden werden sollten. Nach der aktuellen S1-Leitlinie ist die Datenlage hierzu jedoch inkonsistent und es besteht keine gute Datenlage zu einer Empfehlung, bestimmte Medikamente zu meiden oder zu nutzen.

## Diagnose
Für die Diagnose ist eine Anamnese (Erhebung der Vorgeschichte) wichtig. Es existiert aber kein eindeutiges Diagnoseverfahren oder ein verlässlicher Test wie eine Laborbestimmung. Zudem sind die zahlreichen Symptome nicht reproduzierbar und können wie bei z. B. Kopfschmerzen, Migräne, Asthma bronchiale, Hypotonie, Herzrhythmusstörungen und Dysmenorrhö auch andere Ursachen als eine Histaminintoleranz haben.
Eine Ausschlussdiagnose wird medizinischen Leitlinien folgend durch einen zweiwöchigen Auslassversuch und sofern symptomatisch erfolgreich durch eine anschließende Provokation gestellt. Histamin oder DAO-Laborabnahmen sind heutigen Empfehlungen folgend nicht weiterführend. Ergänzend sollten zur anamnestischen Auslösung oder Verschlimmerung der Beschwerden durch Getreideprodukte eine Nahrungsmittelallergie, Kreuzreaktionen mit Pollen, eine Fruktosemalabsorption, eine Laktoseintoleranz, eine Sorbitintoleranz, eine echte Weizenallergie und eine Zöliakie ausgeschlossen werden.

## Therapie
Die Grundlage der Behandlung besteht in einer Reduktion des mit der Nahrung zugeführten Histamins durch Einhalten einer histaminarmen Diät. Zur Anleitung sollten fachlich fundierte Lebensmittelbewertungen verwendet werden. Eine Maximalvariante ist die von den Dermatologen seit Jahrzehnten bei der Urticaria mit Erfolg verwendete „Kartoffel-Reis-Diät“, also nur Kartoffeln, Reis, Salz, Zucker und Wasser. Außerdem sollen auch Nahrungsmittel (z. B. Zitrusfrüchte) und bestimmte Medikamente (beispielsweise Morphin) gemieden werden, die zwar selbst kein oder nicht viel Histamin enthalten, aber im Körper gespeichertes Histamin freisetzen (Histaminliberation).
Wenn sich der Verzehr histaminhaltiger Nahrungsmittel nicht vermeiden lässt, können Antihistaminika und Cromoglicinsäure unter ärztlicher Anleitung hilfreich sein. Für eine Wirksamkeit eingenommener Diaminoxidase (DAO) in Kapselform zur Reduktion der Symptome einer Histaminintoleranz fehlen aussagekräftige Belege. Daher dürfen entsprechende Produkte (z. B. in Form von Nahrungsergänzungsmitteln) mit einer solchen gesundheitsbezogenen Aussage (Health Claim) nicht beworben werden.
In der Fachliteratur werden gelegentlich die Vitamine C und B6 gegen Histaminintoleranz empfohlen; eindeutige Wirkungsnachweise gibt es bisher nicht.

### Leitlinie
- S1-Leitlinie Vorgehen bei Verdacht auf Unverträglichkeit gegenüber oral aufgenommenem Histamin der Deutschen Gesellschaft für Allergologie und klinische Immunologie. In: AWMF online (Stand 2021)

### Fachliteratur
- Sònia Sánchez-Pérez et al.: Low-Histamine Diets: Is the Exclusion of Foods Justified by Their Histamine Content? In: Nutrients. Band 13, Nr. 5, 21. April 2021, S. 1395, doi:10.3390/nu13051395, PMID 33919293, PMC 8143338 (freier Volltext) – (englisch).
- Imke Reese: Streitthema Histaminintoleranz. In: Der Hautarzt. Band 65, Nr. 6, 1. Juni 2014, S. 559–566, doi:10.1007/s00105-014-2815-2.
- Imke Reese: Histaminintoleranz – wirklich eine Unverträglichkeit im Sinne einer reproduzierbaren Gesundheitsstörung auf definierte Auslöser? In: Bundesgesundheitsblatt. Band 59, Nr. 6, 1. Juni 2016, S. 771–776, doi:10.1007/s00103-016-2349-0.
- Martin Hrubisko et al.: Histamine Intolerance-The More We Know the Less We Know. A Review. In: Nutrients. Band 13, Nr. 7, 29. Juni 2021, S. 2228, doi:10.3390/nu13072228, PMID 34209583, PMC 8308327 (freier Volltext).
- Fabiana Zingone et al.: Myths and Facts about Food Intolerance: A Narrative Review. In: Nutrients. Band 15, Nr. 23, 30. November 2023, S. 4969, doi:10.3390/nu15234969, PMID 38068827 (englisch).